# ويلسون ماسياس
ويلسون ماسياس هو لاعب كرة قدم إكوادوري في مركز الدفاع، ولد في 30 سبتمبر 1965 في غواياكيل في الإكوادور. شارك مع منتخب الإكوادور تحت 20 سنة لكرة القدم ومنتخب الإكوادور لكرة القدم. أما مع النوادي، فقد لعب مع بوهانغ ستيلرز ونادي إيميلك ونادي برشلونة.

## وصلات خارجية
- ويلسون ماسياس على موقع قاعدة بيانات كرة القدم.إي يو (الإنجليزية)
- ويلسون ماسياس على موقع ناشيونال فوتبول تيمز (الإنجليزية)
- ويلسون ماسياس على موقع عالم كرة القدم.نت (الإنجليزية)